# Kärnprojektil
- Övre vänster: 3D-modell av kärnprojektil i genomskärning.
- Övre höger: Brittisk 7,62 mm underkalibrig kärnprojektil med drivspegel. Komplett projektil till höger och hårdmetallskärna till vänster.
- Undre vänster: Tysk underkalibrig kärnprojektil med fläns.
- Undre höger: Svensk underkalibrig kärnprojektil med drivspegel (37/24 mm slpprj m/49). Från vänster: med drivspegel, utan drivspegel, utan mantel.

Kärnprojektil, kort kärnprj eller kprj (jämför tyska: Hartkerngeschoss, "hårdkärneprojektil"), är en utformning av pansarbrytande ammunition, där vapenprojektilen utgörs av en underkalibrig kärna av hårdmetall (till exempel stål eller volframkarbid), täckt av ett hölje eller en mantel av mjukare metall. Sådan ammunition har historiskt varit vanlig som stridsvagnsammunition och dylikt, då främst i form av drivspegelprojektiler, men har idag till stor del blivit ersatte av, helt i hårdmetall gjorda, pilprojektiler. Kärnprojektiler inom eldhandvapen har dock blivit vanligare med tiden i takt med att kroppsskyddet hos infanteri blir svårgenomträngligare. Finkalibriga kärnprojektiler brukar i modern tid benämnas stålkärneprojektil, kort stkprj (tyska: Spitzgeschoss mit Kern, kort SmK, "spetskula med kärna"), och består av en helmantlad projektil med inre stålkärna.

Principskiss i genomskärning.
Hårdmetallkärna
Mjukmetallmantel

Hårdmetallkärnor med hög densitet (såsom volframkarbid) ger kärnprojektiler flera fördelar gentemot vanliga pansarprojektil i solitt stål, såsom ökad vikt, kinetisk energi och anslagsenergi, vilket i sig ger ökat pansargenomslag. Hög densitet gör även att hårdmetallkärnan klarar av högre anslagshastighet än mjukare metall utan att gå sönder, vilket skapar möjligheten att skjuta projektilen i avsevärt högre hastighet jämte konventionella stålprojektiler, vilket i sin tur ökar genomslag genom högre anslagsenergi. Högre hastighet ökar även räckvidd och minskar kurvan på projektilbanan och projektilens tid i luften, vilket underlättar för skytten vid siktning, eftersom mindre kompensation krävs för dessa faktorer, etc, etc. Utan ändamålsbyggd drivladdning gör dock den ökade vikten att utgångshastigheten och räckvidden blir lägre än hos konventionell ammunition med samma drivladdning, varav genomslagsökningen inte blir lika anmärkningsvärd.

## Historia
Kärnprojektiler i traditionell form introducerades under 1930-talet som fullkalibrig ammunition (engelska: APCR) till stridsvagnar och pansarvärnskanoner, men redan under slutet av decenniet hade underkalibriga kärnprojektiler tagits fram i form av flänsprojektiler (engelska: APCNR) och rotationsstabiliserade drivspegelprojektiler (engelska: APDS). Flänsprojektiler försvann i helhet efter andra världskriget, men fullkalibriga och underkalibriga kärnprojektiler med drivspegel kom att vara vanliga inom kanonväsendet och eldhandvapen under större delen av kalla kriget. Mot slutet av kalla kriget började pilprojektiler ersätta grovkalibriga kärnprojektiler, men mellankalibriga automatkanoner och handeldvapen använder typen än idag, då främst mot lätt pansrade fordon, armerade byggnader och infanteri med modernt kroppsskydd.

## Internationella begrepp
- APCNR – Armour-Piercing Core Non-Rigid, alternativt Armour-Piercing Composite Non-Rigid – brittisk term för underkalibrig kärnprojektil med fläns.[3]
- APCR – Armour-Piercing Core Rigid, alternativt Armour-Piercing Composite Rigid – brittisk term för fullkalibrig kärnprojektil.[3]
- APDS – Armour-Piercing Discarding Sabot – brittisk term för underkalibrig kärnprojektil med drivspegel.
- APHC – Armour-Piercing High Capacity – internationell term för fullkalibrig kärnprojektil.[4]
- HVAP – High-Velocity Armor-Piercing, alternativt Hyper-Velocity Armor-Piercing – amerikansk term för fullkalibrig kärnprojektil.[6]